# バンダウガル国立公園

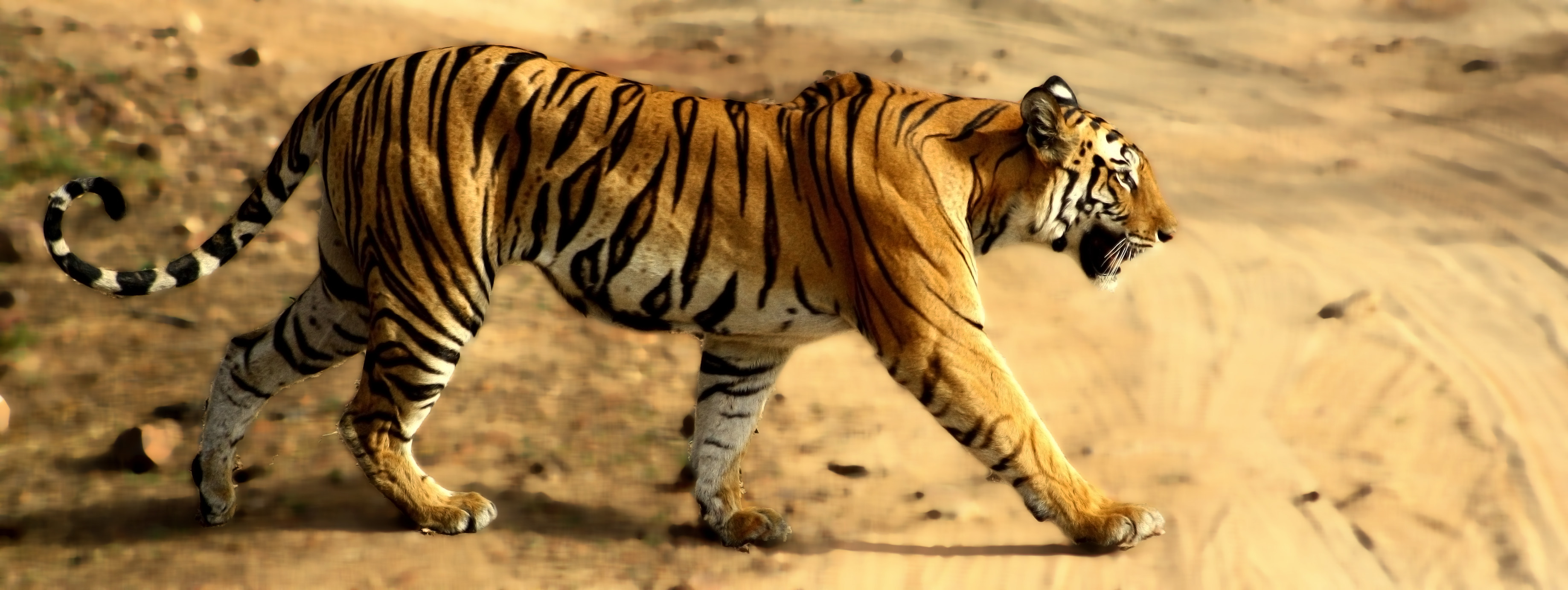
ベンガルトラ（バンダウガル国立公園で）

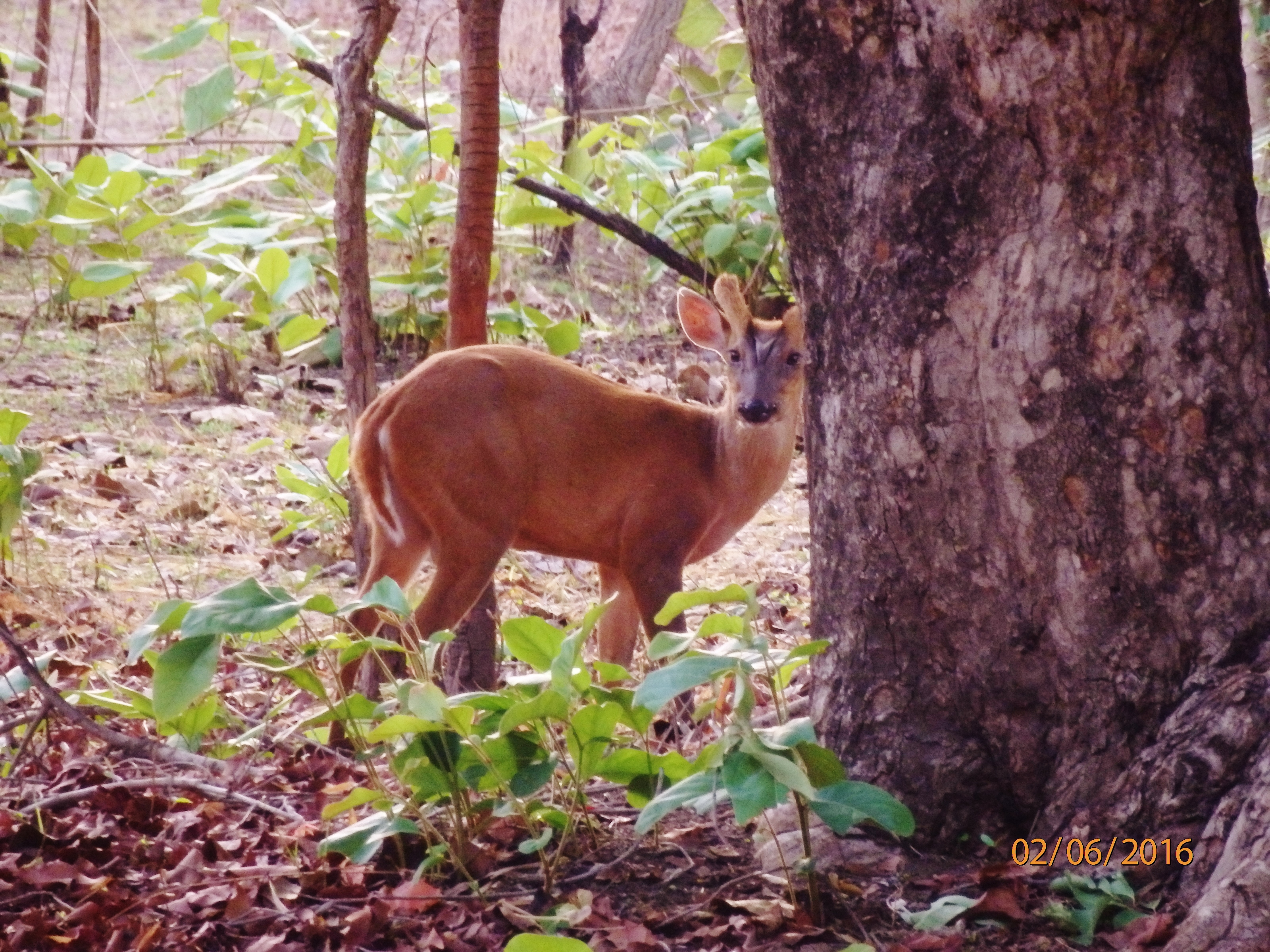
シカ（Mouse deer、バンダウガル国立公園で）

バンダウガル国立公園（バンダウガルこくりつこうえん、英語: Bandhavgarh National Park）は、インドのマディヤ・プラデーシュ州のウマリアー県にあるインドの国立公園である。

## 概要
インド・バンダウガル国立公園は面積105平方キロメートルで、1968年に国立公園として宣言され、1993年にベンガルタイガー保護区（Tiger Reserve）になった。現在の主要エリアは716平方キロメートルに広がっている。
この公園には豊富な生物多様性がある地区になっている。ベンガルトラの個体数の密度（1平方キロメートル当り、トラ8頭）は、インドで最も高い場所のひとつである。また、公園にはヒョウの繁殖個体数も多く、さまざまな種類のシカがいる。レワ（Rewa）のマハラジャ、マルタンド・シン（Martand Singh）は1951年にこの地域で最初の白いトラを捕獲して、これは現在レワのマハラジャの宮殿に剥製にして展示されている。歴史的には、村人と牛などの家畜はトラの脅威にさらされてきた。また、公園周辺で活発な鉱物採掘活動が行われているため、トラも危険にさらされている。
公園の名前は、ラーマが弟のラクシュマナにランカー島を監視するために与えた、この地域で最も有名な丘に由来していると言われている（Bandhav=兄弟、Garh=砦）。

## アクセス
マディヤ・プラデーシュ州ジャバルプルの空港からが便利である。